# تأمين باسارجاد
تأمين باسارجاد (بالفارسية: بیمهٔ پاسارگاد) تم تأسيس شركة باسارجاد للتأمين من قبل مجموعة باسارجاد المالية من أجل تقديم خدمات التأمين في مجال التأمين على الحياة والتأمين على غير الحياة (مباشرة وعلى أساس الثقة) وتحقيق أرباح متوازنة بما يتماشى مع المصالح الوطنية. تعد شركة باسارجاد للتأمين إحدى شركات التأمين على الحياة الأكثر مبيعًا في إيران، والتي تعمل منذ عام 2008. هذه الشركة لديها أكبر وکالات في إيران.

## تاريخ
تم تسجيل هذه الشركة في سجل الشركات والمؤسسات غير التجارية في طهران بتاريخ 7 فوریه 2007 تحت رقم 290070 برأسمال قدره 450 مليار ريال ایراني، تم دفع 50% منه. ثم حصل بتاريخ 18 فوريه 2007 على رخصة مزاولة النشاط في كافة مجالات التأمين تحت الرقم 34605 من التأمين المركزي في جمهورية إيران الإسلامية. وفي 20 فوريه 2007 بدأت نشاطها الرسمي بإصدار أول وثيقة تأمين.

## المساهمين
تضم هذه الشركة 15 مساهمًا رئيسيًا هم: شركة بنك باسارجاد، شركة بارس حافظ لإدارة التنمية، شركة نظم آوران شايسته، شركة نيك أنديشان سروش فجر، شركة نسيم تجارت فردا، شركة غرب الإيرانية للتجارة والتنمية، شركة ارمغان تجارت بايدار، شركة مهر آفرينان ونداد للتجارة والتنمية شركة، شركة نظم آوران بوياي الإيرانية، وشركة دانش كستران آتي ساز بویا، ومعهد مؤسسة مصلى نجاد الثقافية، والمساهم الحقيقي، وشركة اندیشه سازان بسامان ونداد، والمساهمون القانونيون الآخرون (81 حالة) والمساهمون الحقيقيون الآخرون (19,556 شخصًا) يحددون أسهم هذه الشركة.

## منتجات
تشمل منتجات هذه الشركة التأمين الشخصي والتأمين على الممتلكات وتأمين المسؤولية. يشمل التأمين الشخصي التأمين على الحياة والتأمين المستقبلي، والتأمين على الحياة، والتأمين ضد الحوادث، والتأمين الطبي. كما يشمل التأمين على الممتلكات التأمين على السيارات، والتأمين ضد الحريق، والتأمين على البضائع، والتأمين الهندسي والطاقة، والتأمين ضد المخاطر المختلفة. يشمل تأمين المسؤولية أيضًا تأمين صاحب العمل ضد الموظفين، وتأمين المسؤولية المدنية العامة، وتأمين المسؤولية المدنية المهنية، وتلقي نماذج المقترحات.

## إحصائيات
لدى هذه الشركة 2200 وكيل نشط و8400 مندوب مبيعات التأمين على الحياة في 87 فرعا في جميع أنحاء البلاد في أكثر من 15 إدارة إقليمية.